# ロス諸島

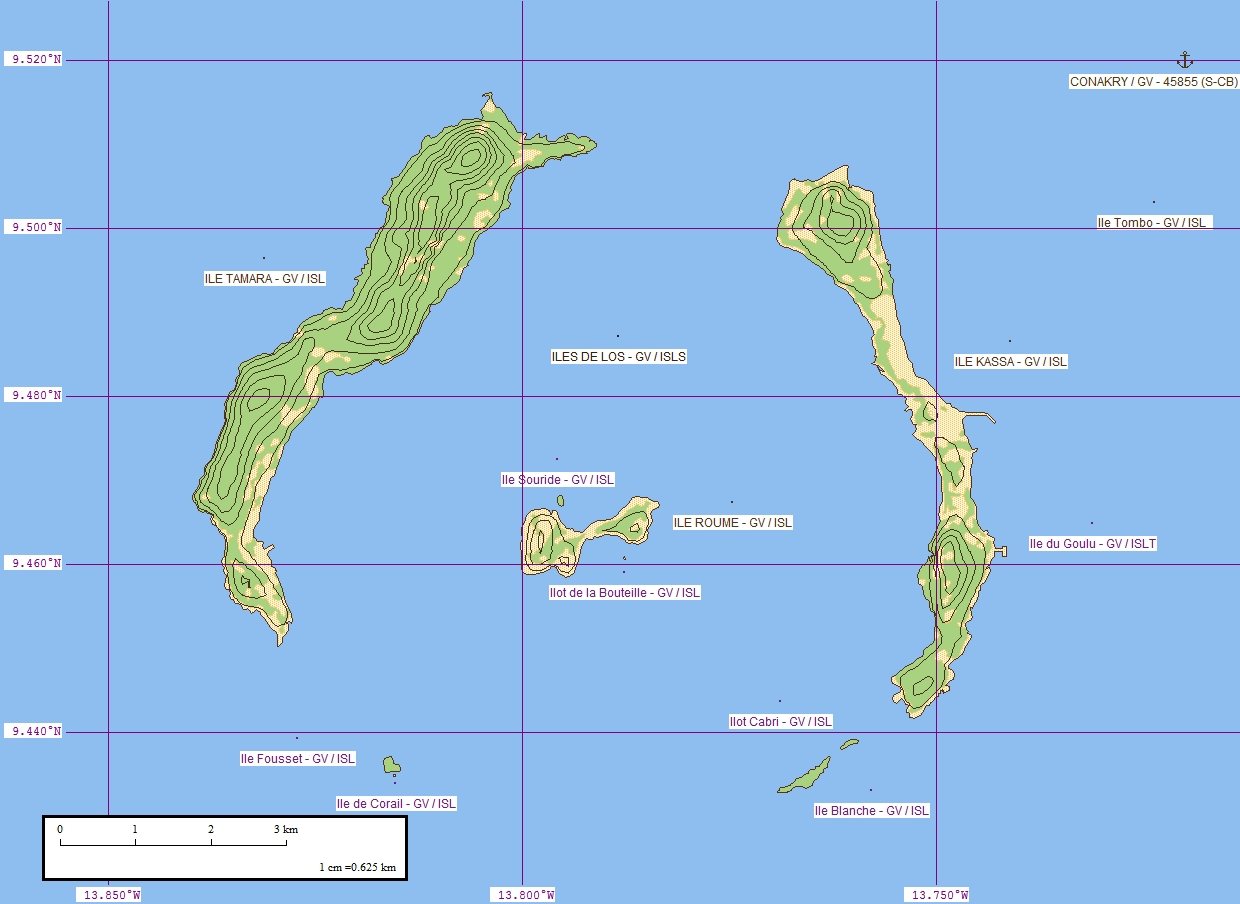
ロス諸島の地図

ロス諸島（ロスしょとう、フランス語: Îles de Loos）は、ギニア共和国の首都・コナクリ沖合にある輪状の群島のことである。西から順にタマラ島（Île de Tamara）、ルーム島（Île de Roume）、カサ島（Île de Kassa）と並ぶ三つの島と周囲の小島嶼からなる。かつては無人島であったが、イギリスに占領されたのち、1909年にフランス領となり、1958年のギニア独立とともにギニア領となった。ルーム島はかつて奴隷交易の拠点であり、また小説『宝島』のモデルとなったとも言われている。タマラ島は刑務所として使われていた。
カサ島南西側のブランシュ島は珍しいサンゴと魚類の生息地およびヒメウミガメなどのウミガメの産卵場で、1993年にラムサール条約登録地となった。
現在はビーチと森林のある観光地となっている。コナクリからの定期航路が設定されている。